# Teodor Skutariota
Teodor Skutariota albo Teodor Skutariotes – metropolita Kyzyku we Frygii za panowania cesarza bizantyńskiego Michała VIII Paleologa, kronikarz bizantyński.
Teodor Skutariota był metropolitą Kyzyku za panowania cesarza Michał VIII Paleologa. W 1277 r. jako zwolennik unii lyońskiej wziął udział wraz z Jerzym Metochitą i Konstantynem Meliteniotą w poselstwie do papieża Jana XXI.
Jest uważany za autora Przeglądu historii (Synopsis chronikè), kroniki dziejów ludzkości od stworzenia świata do przywrócenia Cesarstwa Bizantyńskiego w 1261 r. Kronika przedstawia okres do 1081 r. dość pobieżnie, szczegółowo opisując okres panowania cesarzy z dynastii Komnenów i dzieje Cesarstwa Łacińskiego. Stanowi udaną kompilację bizantyńskich kronik: Jana Malalasa, Teofanesa, Kontynuacji Jerzego i Konstantyna Manassesa oraz dzieł Jana Skylitzesa, Jana Zonarasa, Niketasa Choniatesa i Jerzego Akropolity.
Część uczonych uważa również Skutariotę za autora ośmiu końcowych ksiąg Skarbca ortodoksji (Thesauròs orthodoksías) dzieła teologicznego Niketasa Choniatesa przedstawiającego herezje i błędne doktryny w Kościele. Przypisywane Skutariocie księgi od XVII do XXV mówią o błędach współczesnych: o sektach Armeńczyków, paulicjan, bogomiłów oraz o błędach doktrynalnych Łacinników i Saracenów.